# ユージニア
『ユージニア』 (Eugenia) は、恩田陸による日本の推理小説。第59回（2006年）日本推理作家協会賞長編及び連作短編集部門受賞作、第133回直木三十五賞候補。
『KADOKAWAミステリ』2002年8月号から2003年5月号および、『本の旅人』2003年7月号から2004年9月号に掲載され、2005年2月に単行本化、2008年8月に文庫化された。単行本・文庫本共に、カバーデザインはブックデザイナーの祖父江慎が担当した。

## あらすじ
北陸・K市の名士・青澤家が大量毒殺事件に見舞われた。乾杯の音頭の直後、皆がもがき苦しみ始めた。家族・親族、相伴に与った業者、遊びに来ていた近所の住人・子どもたちも合わせて、17名が死亡した。現場には、ユージニアという意味不明の言葉が出てくる詩のような一通の手紙が残されていた。
事件は混迷を極め、捜査は遅々として進まなかった。しかし、事件から約3カ月が経過した10月も終わりの頃、一人の男が自殺した。不眠と妄想に苛まれ、精神科への通院歴もあったこの男が、今回の事件をやったのは自分だ、と遺書を残していたのだ。不明な点もあったものの、事件は一応の決着を見た。
事件から数十年、見落とされていた事件の「真実」を人々が語り出す。

## 登場人物
雑賀 満喜子（さいが まきこ）
事件当時小学5年生。大学生の時に、この事件を題材に卒論を書き、小説『忘れられた祝祭』として出版され、ベストセラーとなった。現在は主婦として夫と娘と平凡な生活を送っている。
青澤 緋紗子（あおさわ ひさこ）
事件当時中学1年生。青澤家の長女。当時の家人の中では唯一の生き残り。自家中毒症を患っていた。小学校入学前にブランコからの転落事故が原因で盲目に。大学院で出会ったドイツ人と結婚した。
自殺した男
煙草屋の裏のアパートに住んでいた。端正な顔立ちで、礼儀正しいが、仕事もせずぶらぶらしたり、家に引きこもっていたりするので、大人からは気味悪がられているが、不思議と子どもたちには懐かれることが多かった。蕎麦屋のショーウィンドウに飾ってある古びた掛け軸をじっと眺めている。三つ目の目（白毫）を求めていた。
満喜子の後輩
事件当時小学生。大学時代、満喜子が事件の聞き取り調査をするのを手伝った。
雑賀 誠一（さいが せいいち）
満喜子の上の兄。事件当時中学3年生。潔癖症のきらいがある。
雑賀 順二（さいが じゅんじ）
満喜子の下の兄。誠一とは年子で、事件当時中学2年生。じっとしていられない性格だった。20代で自殺する。
青澤家の家政婦
毒入りの酒を飲んだが、少量だったため奇跡的に命は助かったものの、長い間後遺症に苦しんだ。犯人ではないか、とあらぬ疑いを世間にかけられた。
家政婦の娘
事件当時は、難産の末に次男を出産後、産後の肥立ちが悪く入院していた。苦悩する母親を懸命に支えた。
事件の担当刑事
県警の刑事。折り鶴が得意で、連鶴もこなす。会った瞬間に、緋紗子が犯人だと確信し、今でもその思いは消えていないという。
文房具屋の若旦那
蕎麦屋のショーウィンドウに飾ってある古びた掛け軸を見つめる男のことが気になり始め、その後も何度か見かける。事件当日、救急車やパトカーのサイレンが鳴り響く中、満足げな表情で掛け軸を眺める彼を見た。
煙草屋の次男
事件当時、小学生。自殺し、犯人と断定された男にラジオの組み立て方や勉強を教わっていた。兄さん、と呼び慕っていた。事件発生日の数週間前あたりは彼の様子がおかしかったため、遠ざかっていた。